# ليندا مكمان
ليندا ماري ماكماهون (بالإنجليزية: Linda McMahon) (واسمها قبل الزواج: إدواردز؛ ولدت في 4 أكتوبر 1948)، هي سياسية أمريكية، ومديرة تنفيذية في قطاع الأعمال، ومروّجة سابقة لمصارعة المحترفين، تشغل منصب وزيرة التعليم الثالثة عشرة للولايات المتحدة منذ عام 2025. وهي عضو في الحزب الجمهوري، شغلت سابقًا منصب المسؤولة الخامسة والعشرين لإدارة المشاريع الصغيرة من عام 2017 حتى عام 2019. 
شاركت ماكماهون، إلى جانب زوجها فينس ماكماهون، في تأسيس شركة تايتن سبورتس إنك (التي أصبحت لاحقًا تُعرف باسم شركة المصارعة العالمية الترفيهية – WWE)، حيث عملت كرئيسة تنفيذية ثم مدير عام بين عامي 1980 و2009. خلال هذه الفترة، نمت الشركة من مؤسسة إقليمية صغيرة في شمال شرق الولايات المتحدة إلى شركة متعددة الجنسيات. وقد أطلقت خلالها عدة برامج مدنية للشركة مثل Get R.E.A.L. وSmackDown! Your Vote. كما ظهرت أحيانًا على الشاشة ضمن عروض المصارعة، أبرزها في عداء درامي مع زوجها بلغ ذروته في مهرجان ريسلمانيا 17. وفي عام 2009، تركت دبليو دبليو إيه لترشح نفسها لمقعد مجلس الشيوخ الأمريكي عن ولاية كونيتيكت كمرشحة عن الحزب الجمهوري، لكنها خسرت أمام المرشح الديمقراطي ريتشارد بلومنثال في الانتخابات العامة لعام 2010. ثم ترشحت مرة أخرى عن المقعد الآخر لولاية كونيتيكت في انتخابات 2012، لكنها خسرت مرة أخرى أمام الديمقراطي كريس ميرفي.
في 7 ديسمبر 2016، أعلن الرئيس المنتخب آنذاك دونالد ترامب عن ترشيحه لماكماهون لتتولى رئاسة إدارة المشاريع الصغيرة في إدارته الرئاسية الأولى. بدأت جلسات الاستماع لتأكيد تعيينها في 24 يناير 2017، وفي 1 فبراير، وافقت لجنة مجلس الشيوخ المعنية بالمشاريع الصغيرة وريادة الأعمال على ترشيحها بأغلبية 18 صوتًا مقابل صوت واحد. وفي 14 فبراير، صادق مجلس الشيوخ بأكمله على تعيينها بأغلبية 81 صوتًا مقابل 19. في 29 مارس 2019، أعلنت إدارة ترامب أن ماكماهون ستتنحى عن منصبها لتتولى مسؤوليات جديدة ضمن حملة ترامب لإعادة انتخابه، ودخل قرار الاستقالة حيز التنفيذ في 12 أبريل. لاحقًا، أصبحت ماكماهون الرئيس المؤسسة لمعهد أميركا أولًا للسياسات.
في 19 نوفمبر 2024، رشّحها الرئيس المنتخب دونالد ترامب لمنصب وزيرة التعليم ضمن إدارته الرئاسية الثانية. وقد صادق مجلس الشيوخ الأمريكي على تعيينها في 3 مارس 2025، بأغلبية 51 صوتًا مقابل 45.

## روابط خارجية
- ليندا مكمان على موقع IMDb (الإنجليزية)
- ليندا مكمان على موقع الموسوعة البريطانية (الإنجليزية)
- ليندا مكمان على موقع ألو سيني (الفرنسية)
- ليندا مكمان على موقع إن إن دي بي (الإنجليزية)
- ليندا مكمان على موقع قاعدة بيانات الفيلم (الإنجليزية)
- ليندا مكمان على موقع CageMatch worker (الإنجليزية)
- ليندا مكمان على موقع قاعدة بيانات المصارعة على الإنترنت (الإنجليزية)
- ليندا مكمان على موقع عالم المصارعة على الإنترنت (الإنجليزية)
- ليندا مكمان على موقع عالم المصارعة على الإنترنت (الإنجليزية)